# Білл Фріст
Вільям Гаррісон «Білл» Фріст-старший (англ. William Harrison «Bill» Frist, Sr.; нар. 22 лютого 1952, Нешвілл, Теннессі) — американський політик, колишній лідер республіканської більшості в Сенаті США (2002–2007). Раніше з 1999 року обіймав посаду партійного організатора. Вперше був обраний до Сенату в 1994 році. За професією — лікар-хірург, спеціалізується в трансплантології. У 2006 році завершив свою сенатську кар'єру, в проміжних виборах 7 листопада 2006 участі не брав.